# Colostygia schneideraria
Colostygia schneideraria är en fjärilsart som beskrevs av Lederer 1854. Colostygia schneideraria ingår i släktet Colostygia och familjen mätare. Inga underarter finns listade i Catalogue of Life.